# Championnats du monde de cyclisme sur piste 1978
Navigation
San Cristobal 1977 Amsterdam 1979
Les championnats du monde de cyclisme sur piste 1978 ont eu lieu à Munich en Allemagne. Douze épreuves sont disputées : 10 par les hommes (3 pour les professionnels et 7 pour les amateurs) et deux par les femmes.
Deuxième de la poursuite chez les amateurs, Norbert Dürpisch est contrôlé positif aux stéroïdes, mais n'a jamais été officiellement sanctionné,,.

## Résultats

### Hommes

#### Podiums professionnels
| Compétition            | Or                                    | Argent                               | Bronze                          |
| ---------------------- | ------------------------------------- | ------------------------------------ | ------------------------------- |
| Vitesse individuelle   | Kōichi Nakano Japon                   | Dieter Berkmann Allemagne de l'Ouest | Yoshi Sugata Japon              |
| Poursuite individuelle | Gregor Braun Allemagne de l'Ouest     | Roy Schuiten Pays-Bas                | Jean-Luc Vandenbroucke Belgique |
| Demi-fond              | Wilfried Peffgen Allemagne de l'Ouest | Martin Venix Pays-Bas                | Cees Stam Pays-Bas              |

#### Podiums amateurs
| Compétition            | Or                                                                               | Argent                                                                          | Bronze                                                              |
| ---------------------- | -------------------------------------------------------------------------------- | ------------------------------------------------------------------------------- | ------------------------------------------------------------------- |
| Kilomètre              | Lothar Thoms Allemagne de l'Est                                                  | Jocelyn Lovell Canada                                                           | Reiner Hönisch Allemagne de l'Est                                   |
| Vitesse individuelle   | Anton Tkáč Tchécoslovaquie                                                       | Emanuel Raasch Allemagne de l'Est                                               | Christian Dresscher Allemagne de l'Est                              |
| Poursuite individuelle | Detlef Macha Allemagne de l'Est                                                  | Norbert Dürpisch Allemagne de l'Est                                             | Uwe Unterwalder Allemagne de l'Est                                  |
| Poursuite par équipes  | Allemagne de l'Est Uwe Unterwalder Gerald Mortag Matthias Wiegand Volker Winkler | Union soviétique Vladimir Osokin Vassili Ehrlich Vitali Petrakov Igor Pilipenko | Suisse Robert Dill-Bundi Urs Freuler Hans Kaenel Walter Baumgartner |
| Course aux points      | Noël Dejonckheere Belgique                                                       | Walter Baumgartner Suisse                                                       | Jean-Jacques Rebière France                                         |
| Demi-fond              | Rainer Podlesch Allemagne de l'Ouest                                             | Mattheus Pronk Pays-Bas                                                         | Martin Rietveld Pays-Bas                                            |
| Tandem                 | Tchécoslovaquie Vladimir Vackar Miroslav Vymazal                                 | États-Unis Jerry Ash Leigh Barczewski                                           | Pays-Bas Sjaak Pieters Laurens Veldt                                |

### Femmes
| Compétition            | Or                              | Argent                  | Bronze                       |
| ---------------------- | ------------------------------- | ----------------------- | ---------------------------- |
| Vitesse individuelle   | Galina Tsareva Union soviétique | Sue Novara États-Unis   | Iva Zajikova Tchécoslovaquie |
| Poursuite individuelle | Keetie van Oosten-Hage Pays-Bas | Anna Riemersma Pays-Bas | Luigina Bissoli Italie       |

## Tableau des médailles
| Rang | Nation               | Or | Argent | Bronze | Total |
| ---- | -------------------- | -- | ------ | ------ | ----- |
| 1    | Allemagne de l'Est   | 3  | 2      | 3      | 8     |
| 2    | Allemagne de l'Ouest | 3  | 1      | 0      | 4     |
| 3    | Tchécoslovaquie      | 2  | 0      | 1      | 3     |
| 4    | Pays-Bas             | 1  | 4      | 3      | 8     |
| 5    | Union soviétique     | 1  | 1      | 0      | 2     |
| 6    | Japon                | 1  | 0      | 1      | 2     |
| -    | Belgique             | 1  | 0      | 1      | 2     |
| 8    | États-Unis           | 0  | 2      | 0      | 2     |
| 9    | Suisse               | 0  | 1      | 1      | 2     |
| 10   | Canada               | 0  | 1      | 0      | 1     |
| 11   | France               | 0  | 0      | 1      | 1     |
| -    | Italie               | 0  | 0      | 1      | 1     |
|      |                      | 12 | 12     | 12     | 36    |